# Alex Len
Oleksii Yuriyovych Len, plus couramment appelé Alex Len (en ukrainien : Олексій Юрійович Лен), né le 16 juin 1993 à Antratsyt en Ukraine, est un joueur ukrainien de basket-ball évoluant au poste de pivot.

## Biographie

### Carrière universitaire
Alex Len reçoit une bourse de scolarité de l'université du Maryland pour évoluer avec l'équipe universitaire locale, les Terrapins du Maryland entraînés par l'entraîneur Gary Williams. Ce dernier est remplacé après la saison 2010-2011 par Mark Turgeon. Len est peu performant dans sa première année universitaire avec 6 points, 5,4 rebonds et 2,1 contres par match.
Après avoir été suspendu dix matchs au début de la saison suivante puis violation des règles de la NCAA. Pendant cette période, Len retourne jouer dans son pays natal, dans le club de Dnipro Dnipropetrovsk.
Len commence sa deuxième saison universitaire le 9 novembre 2012 contre les Wildcats du Kentucky emmenés par Nerlens Noel. Alex Len domine Noel et inscrit 23 points, prend 12 rebonds et fait 4 contres. Après le match, Alex Len est considéré comme l'un des cinq meilleurs joueurs pour la draft.
Il inscrit un tir décisif à une seconde de la fin contre le Wolfpack de North Carolina State lors d'une victoire 51 à 50. Len domine également contre les Blue Devils de Duke emmenant son équipe à la victoire avec 19 points, 9 rebonds et 3 contres.

### Carrière en NBA

#### Suns de Phoenix (2013-2018)
Alex Len se présente à la draft 2013 de la NBA et fait partie des meilleurs joueurs potentiels. Il est même parfois pressenti pour être numéro 1 de la draft mais est finalement choisi en 5e position par les Suns de Phoenix. Ses saisons suivantes sont, par la suite décevantes, notamment la saison 2016-2017 qui fut bien en deçà des espérances. Nombreux sont ceux qui jugent qu'Alex Len doit apprendre à maitriser ses nerfs pour enchainer les performances sur les parquets de la NBA.

#### Hawks d'Atlanta (2018-fév. 2020)
Le 21 juillet 2018, il signe un contrat de 8,5 millions de dollars sur deux ans avec les Hawks d'Atlanta. Il est le principal remplaçant de Dewayne Dedmon mais il joue très régulièrement. Le 8 avril il réalise son meilleur match contre Bucks de Milwaukee en inscrivant 33 points, ce qui est son record 

#### Kings de Sacramento (fév.-nov. 2020)
Le 6 février 2020, il est envoyé aux Kings de Sacramento.

#### Raptors de Toronto (novembre 2020-janvier 2021)
En novembre 2020, il signe avec les Raptors de Toronto pour une saison.
Le 19 janvier 2021, il est coupé.

#### Wizards de Washington (janvier 2021-août 2021)
Le 22 janvier 2021, il signe avec les Wizards de Washington pour compenser la blessure de Thomas Bryant.

#### Retour aux Kings de Sacramento (2021-2025)
Agent libre à l'été 2021, Alex Len signe un contrat de deux ans avec les Kings de Sacramento. Il prolonge aux Kings pour une saison en juillet 2023.
En février 2025, il est transféré aux Wizards de Washington puis coupé dans la foulée.

#### Lakers de Los Angeles (depuis 2025)
Il s'engage par la suite avec les Lakers de Los Angeles pour la fin de saison 2024-2025.

## Statistiques
gras = ses meilleures performances

### Universitaires
| Saison    | Équipe   | Matchs | Titul. | Min./m | % Tir | % 3pts | % LF | Rbds/m. | Pass/m. | Int/m. | Ctr/m. | Pts/m. |
| --------- | -------- | ------ | ------ | ------ | ----- | ------ | ---- | ------- | ------- | ------ | ------ | ------ |
| 2011-2012 | Maryland | 22     | 10     | 21,2   | 55,3  | 0,0    | 58,7 | 5,41    | 0,59    | 0,18   | 2,14   | 5,95   |
| 2012-2013 | Maryland | 38     | 37     | 26,4   | 53,4  | 12,5   | 68,6 | 7,84    | 0,97    | 0,21   | 2,05   | 11,89  |
| Carrière  | Carrière | 60     | 48     | 24,5   | 53,8  | 11,1   | 66,3 | 6,95    | 0,83    | 0,20   | 2,08   | 9,72   |

### Professionnelles

#### Saison régulière
Les statistiques d'Alex Len en saison régulière de NBA sont les suivantes :
| Saison    | Équipe     | Matchs | Titul. | Min./m | % Tir | % 3pts | % LF | Rbds/m. | Pass/m. | Int/m. | Ctr/m. | Pts/m. |
| --------- | ---------- | ------ | ------ | ------ | ----- | ------ | ---- | ------- | ------- | ------ | ------ | ------ |
| 2013-2014 | Phoenix    | 42     | 3      | 8,6    | 42,3  | 0,0    | 64,5 | 2,36    | 0,10    | 0,10   | 0,43   | 2,05   |
| 2014-2015 | Phoenix    | 69     | 44     | 22,0   | 50,7  | 33,3   | 70,2 | 6,58    | 0,46    | 0,49   | 1,52   | 6,26   |
| 2015-2016 | Phoenix    | 78     | 46     | 23,3   | 42,3  | 14,3   | 72,8 | 7,62    | 1,24    | 0,49   | 0,79   | 9,01   |
| 2016-2017 | Phoenix    | 77     | 34     | 20,3   | 49,7  | 25,0   | 72,1 | 6,62    | 0,57    | 0,49   | 1,27   | 7,96   |
| 2017-2018 | Phoenix    | 69     | 13     | 20,2   | 56,6  | 33,3   | 68,4 | 7,51    | 1,19    | 0,39   | 0,88   | 8,51   |
| 2018-2019 | Atlanta    | 77     | 31     | 20,1   | 49,4  | 36,3   | 64,8 | 5,51    | 1,12    | 0,35   | 0,90   | 11,09  |
| 2019-2020 | Atlanta    | 40     | 9      | 18,6   | 54,6  | 25,0   | 63,0 | 5,75    | 1,05    | 0,50   | 0,82   | 8,72   |
| 2019-2020 | Sacramento | 15     | 3      | 15,0   | 59,3  | 66,7   | 70,8 | 6,07    | 0,53    | 0,20   | 1,00   | 5,93   |
| 2020-2021 | Toronto    | 7      | 2      | 10,8   | 50,0  | 50,0   | 50,0 | 1,57    | 0,43    | 0,14   | 0,86   | 2,29   |
| 2020-2021 | Washington | 57     | 40     | 15,8   | 61,9  | 26,3   | 63,6 | 4,37    | 0,81    | 0,33   | 1,02   | 7,14   |
| 2021-2022 | Sacramento | 39     | 10     | 15,9   | 53,4  | 28,6   | 65,1 | 4,13    | 1,15    | 0,33   | 0,64   | 6,03   |
| 2022-2023 | Sacramento | 26     | 2      | 6,2    | 53,3  | 0,0    | 68,8 | 2,31    | 0,46    | 0,15   | 0,42   | 1,65   |
| 2023-2024 | Sacramento | 48     | 0      | 9,3    | 61,7  | 0,0    | 58,8 | 2,67    | 1,04    | 0,23   | 0,69   | 2,50   |
| 2024-2025 | Sacramento | 36     | 3      | 7,2    | 53,7  | 16,7   | 58,8 | 1,80    | 0,80    | 0,20   | 0,50   | 1,40   |
| Carrière  | Carrière   | 680    | 240    | 17,1   | 51,0  | 32,2   | 68,0 | 5,30    | 0,90    | 0,40   | 0,90   | 6,70   |

Mise à jour le 12 février 2025

#### Playoffs
| Saison   | Équipe     | Matchs | Titul. | Min./m | % Tir | % 3pts | % LF | Rbds/m. | Pass/m. | Int/m. | Ctr/m. | Pts/m. |
| -------- | ---------- | ------ | ------ | ------ | ----- | ------ | ---- | ------- | ------- | ------ | ------ | ------ |
| 2021     | Washington | 5      | 3      | 8,4    | 57,1  | 0,0    | 57,1 | 2,20    | 0,40    | 0,20   | 0,00   | 4,00   |
| 2023     | Sacramento | 7      | 0      | 7,8    | 77,8  | 0,0    | 83,3 | 2,86    | 0,14    | 0,00   | 0,43   | 2,71   |
| Carrière | Carrière   | 12     | 3      | 8,0    | 65,2  | 0,0    | 69,2 | 2,58    | 0,25    | 0,08   | 0,25   | 3,25   |

## Records sur une rencontre en NBA
Les records personnels d'Alex Len en NBA sont les suivants, :
| Type de statistique        | Saison régulière | Saison régulière            | Saison régulière  | Playoffs | Playoffs                | Playoffs    |
| Type de statistique        | Record           | Adversaire                  | Date              | Record   | Adversaire              | Date        |
| -------------------------- | ---------------- | --------------------------- | ----------------- | -------- | ----------------------- | ----------- |
| Points                     | 33               | @ Bucks de Milwaukee        | 7 avril 2019      | 12       | @ 76ers de Philadelphie | 23 mai 2021 |
| Paniers marqués            | 13               | @ Bucks de Milwaukee        | 7 avril 2019      | 4        | @ 76ers de Philadelphie | 23 mai 2021 |
| Paniers tentés             | 23               | @ Bucks de Milwaukee        | 7 avril 2019      | 6        | @ 76ers de Philadelphie | 23 mai 2021 |
| Paniers à 3 points réussis | 6                | @ Bucks de Milwaukee        | 7 avril 2019      | -        | -                       | -           |
| Paniers à 3 points tentés  | 12               | @ Bucks de Milwaukee        | 7 avril 2019      | -        | -                       | -           |
| Lancers francs réussis     | 11               | 2 fois                      | 2 fois            | 4        | @ 76ers de Philadelphie | 23 mai 2021 |
| Lancers francs tentés      | 14               | @ Magic d'Orlando           | 4 mars 2016       | 7        | @ 76ers de Philadelphie | 23 mai 2021 |
| Rebonds offensifs          | 9                | Rockets de Houston          | 4 février 2016    | 3        | @ 76ers de Philadelphie | 26 mai 2021 |
| Rebonds défensifs          | 14               | @ Nets de Brooklyn          | 1er décembre 2015 | 3        | @ 76ers de Philadelphie | 23 mai 2021 |
| Rebonds totaux             | 19               | @ Timberwolves du Minnesota | 16 décembre 2017  | 5        | @ 76ers de Philadelphie | 26 mai 2021 |
| Passes décisives           | 7                | @ Rockets de Houston        | 7 avril 2016      | 1        | 2 fois                  | 2 fois      |
| Interceptions              | 4                | @ Pacers de l'Indiana       | 22 novembre 2014  | 1        | @ 76ers de Philadelphie | 26 mai 2021 |
| Contres                    | 6                | 5 fois                      | 5 fois            | -        | -                       | -           |
| Balles perdues             | 7                | Timberwolves du Minnesota   | 25 novembre 2016  | 1        | @ 76ers de Philadelphie | 23 mai 2021 |
| Minutes jouées             | 40               | @ Heat de Miami             | 3 mars 2016       | 16       | @ 76ers de Philadelphie | 23 mai 2021 |

- Double-double : 73
- Triple-double : 0

Dernière mise à jour : 17 juillet 2022